# World Cup i ishockey
World Cup i ishockey (engelska: World Cup of Hockey), tidigare Canada Cup, är en internationell ishockeyturnering som var först med att tillåta landslagen att ställa upp i tävlingen med professionella spelare. Från starten deltog Kanada, USA och de fyra bästa europeiska ishockeylandslagen, vilket oftast var Sverige, Ryssland, Tjeckien samt Finland. 1984 deltog Västtyskland istället för Finland. Sedan 2004 spelas turneringen med åtta lag vilket innebär att även Tyskland och Slovakien deltog det året. World Cup spelas innan NHL startar, vilket medför att alla de bästa spelarna kan delta. 
Turneringen spelades första gången 1976 och hette då Canada Cup. Bakgrunden var att VM i ishockey tappat sin ställning efter att Sovjetunionen nästan alltid vann och Kanada vägrade att delta sedan 1970 eftersom de inte fick ha med professionella spelare i laget, USA spelade i B-gruppen och även Sverige började tappa spelare till proffsligorna i Nordamerika. Till bakgrunden hör också att man 1972 och 1974 spelat Summit Series där ett lag av Kanadensiska proffs (Team Canada) mött Sovjetunionens landslag i en serie om åtta matcher vilket skapat ett stort intresse. Allt detta ledde till att man i Kanada började undersöka möjligheterna till en öppen internationell turnering i ishockey.
Sedan 1996 har turneringen spelats under namnet World Cup och utökades samtidigt från sex till åtta lag. Dessa delades då in i två pooler, en nordamerikansk (NA) och en europeisk (E). En ny turnering spelades i september 2016 och då deltog även ett europeiskt lag med spelare för de nationer som inte var representerade med landslag samt ett nordamerikanskt lag med spelare upp till 23 år.
Till skillnad från hockey-VM och den olympiska turneringen, som arrangeras av IIHF, spelas World Cup på rinkar med NHL-mått med NHL-regler och NHL-domare.

## Finaler

### Canada Cup
| År   | Vinnare       | Förlorare       | Finalresultat       | Treor           |
| ---- | ------------- | --------------- | ------------------- | --------------- |
| 1976 | Kanada        | Tjeckoslovakien | 6-0, 5-4 öt         | Sovjetunionen   |
| 1981 | Sovjetunionen | Kanada          | 8-1                 | Tjeckoslovakien |
| 1984 | Kanada        | Sverige         | 5-2, 6-5            | Sovjetunionen   |
| 1987 | Kanada        | Sovjetunionen   | 5-6 öt, 6-5 öt, 6-5 | Sverige         |
| 1991 | Kanada        | USA             | 4-1, 4-2            | Finland         |

### World Cup
| År   | Vinnare | Förlorare | Finalresultat    | Treor              |
| ---- | ------- | --------- | ---------------- | ------------------ |
| 1996 | USA     | Kanada    | 3-4 öt, 5-2, 5-2 | Sverige · Ryssland |
| 2004 | Kanada  | Finland   | 3-2              | Tjeckien · USA     |
| 2016 | Kanada  | Europa    | 3-1, 2-1         | Sverige · Ryssland |
| 2028 |         |           |                  |                    |

## Antal finalvinster per nation

### Canada Cup
| Nation          | Vinster | Förluster |
| --------------- | ------- | --------- |
| Kanada          | 4       | 1         |
| Sovjetunionen   | 1       | 1         |
| USA             | 0       | 1         |
| Sverige         | 0       | 1         |
| Tjeckoslovakien | 0       | 1         |

### World Cup
| Nation  | Vinster | Förluster |
| ------- | ------- | --------- |
| Kanada  | 2       | 1         |
| USA     | 1       | 0         |
| Europa  | 0       | 1         |
| Finland | 0       | 1         |

### Fotnoter
1. ↑  Konow, Gregor von (2002). Stora ishockeyboken: ishockeyns största ögonblick!. Sundbyberg: Semic. sid. 84–86. Libris 8742554. ISBN 9155210317
2. ↑  Konow, Gregor von (2002). Stora ishockeyboken: ishockeyns största ögonblick!. Sundbyberg: Semic. sid. 87–94. Libris 8742554. ISBN 9155210317
3. ↑  Malin; Fransson (22 januari 2015). ”Så kommer World cup i ishockey att spelas”. Dagens Nyheter. DN.se. http://www.dn.se/sport/ishockey/sa-kommer-world-cup-i-ishockey-att-spelas/. Läst 23 januari 2015.
4. ↑  Johan; Lundell (21 januari 2015). ”Klart för World Cup i hockey”. SVT. http://www.svt.se/sport/ishockey/klart-for-world-cup-i-hockey. Läst 23 januari 2015.
5. ↑  ”NHL, NHLPA arrangerar World Cup of Hockey 2016 - NHL.com/sv - Nyheter”. www.nhl.com. http://www.nhl.com/ice/sv/news.htm?id=750170. Läst 29 juni 2015.